# Savigny, Vaud
Savigny är en ort och kommun i distriktet Lavaux-Oron i kantonen Vaud, Schweiz. Kommunen har 3 449 invånare (2023).